# MoonRise
MoonRise — проєкт місії NASA, з метою доставки ґрунту з Басейну Південного полюса — Ейткен на зворотному боці Місяця між її Південним полюсом і кратером Ейткен, який знаходиться на 16° південніше екватора Місяця. Розмір басейну приблизно 2500 км в діаметрі і 12 км в глибину. Цей регіон — найстаріший і найглибший з видимих ударних кратерів на Місяці (а також один з найглибших відомих ударних кратерів Сонячної системи) — є вікном вглиб місячної кори, через яке можна дізнатися її історію. Ця місія може бути першою непілотованою місію NASA з доставки зразків ґрунту на Землю.
Запуск місії планувався у 2016, відвідування Місяця в березні 2017 року, включаючи 10 днів досліджень на поверхні. Повернення на Землю в серпні 2017 року.